# 鸡心梅花草
鸡心梅花草（学名：Parnassia crassifolia）又叫鸡心草、水莲花等，为卫矛科梅花草属下的一个种。分布于云南的滇中、滇西北以及四川等地。产于海拔约1900~2200米处。

## 形态特征
植物体高大，高约10~30厘米，叶片肥厚，卵形心状。

## 用途
根可入药，用于胃胀腹痛。

## 扩展阅读
- 維基物種上的相關：鸡心梅花草